# Dillard and Clark
Dillard & Clark waren eine Countryrock-Band, gegründet 1968 von Gene Clark und Doug Dillard. Zusammen mit Gruppen wie The Byrds, The Flying Burrito Brothers und Poco begründete sie das neue musikalische Genre des Countryrock.

## Vorgeschichte
Gene Clark war Sänger und Songschreiber bei der Folkrock-Gruppe The Byrds, die er im März 1966 verließ. 1967 nahm er sein erstes Solo-Album Gene Clark with the Gosdin Brothers auf. Auf diesem waren bereits frühe Eigenkompositionen im Stil des Countryrock wie Keep On Pushin’ und Tried So Hard enthalten. Zur gleichen Zeit veröffentlichen die Byrds ihr Album Younger Than Yesterday, auf dem auch Chris Hillman seine Country-Einflüsse bei The Girl With No Name und Time Between einbrachte.
Clark wurde zu dieser Zeit weiterhin von den Byrds-Managern Jim Dickson und Eddie Tickner betreut, die auch die kalifornischen Bluegrass-Pioniere Vern und Rex Gosdin unter Vertrag hatten. Hillman hatte mit diesen bereits 1962 bei den Scottsville Squirrel Barkers gespielt.
Für die Aufnahmen des Albums Gene Clark with the Gosdin Brothers wurden außer den Byrds Hillman und Michael Clarke weitere Sessionmusiker engagiert, darunter Bill Rhinehart, Clarence White, Glen Campbell, Jerry Kole und Doug Dillard.
Dillard war ein virtuoser Banjo-Spieler und hatte 1965 und 1966 mit seiner Band The Dillards als Vorgruppe bei Auftritten der Byrds gespielt. Dort hatte er mit Clark Freundschaft geschlossen, der ebenfalls aus Missouri und aus einer musikalischen Familie stammte.

## Dillard & Clark I
Für sein nächstes Projekt plante Clark eine intensivere Auseinandersetzung mit Country und Bluegrass, wie auch parallel dazu die Byrds auf ihrem Album Sweetheart Of The Rodeo. Initiator dieser Entwicklung war Gram Parsons, den Clark bereits Anfang 1967 kennengelernt hatte. Parsons hatte mit seiner International Submarine Band schon damals ein ausgereiftes Repertoire an neuen Country-Songs oder Bearbeitungen von Liedern von Johnny Cash oder Bobby Bare zusammengestellt. Die Live-Auftritte der Band faszinierten Clark und motivierten sowohl ihn als auch später Hillman und Roger McGuinn, ebenfalls mehr Country-Songs zu spielen.
Anfang 1968 schloss Clark einen Plattenvertrag mit A&M Records, konnte danach aber mehrere Monate lang kein Material für eine Single oder ein Album vorweisen. Stattdessen jammte er intensiv mit Doug Dillard und Bernie Leadon, einem talentierten Multi-Instrumentalisten, der mit Dillard zusammen wohnte.
Clark entwickelte die Idee, eine moderne Bluegrass-Band mit beiden zu gründen. Die drei Musiker schrieben neue Songs und Larry Marks von A&M Records stellte ihnen Studiozeit zur Verfügung und übernahm die Produktion.
Als weitere Musiker stießen zu dem Projekt der Kontrabassist David Jackson, der mit Leadon zuvor in der Gruppe Hearts and Flowers gespielt hatte, Don Beck an Dobro und Mandoline, Andy Belling am Harpsichord und Hillman an der Mandoline.
Im Oktober 1968 wurde ihr erstes Album The Fantastic Expedition of Dillard & Clark veröffentlicht und erhielt positive Kritiken dank der Mischung aus Bluegrass, Rock, Folk, Country und Gospel, konnte aber keine Chartplatzierung erreichen. Nur einer der selbstkomponierten Songs, Train Leaves Here This Morning,  wurde einem größeren Publikum bekannt, als Leadon ihn in das Programm seiner späteren Band The Eagles aufnahm.

## Dillard & Clark II
Obwohl sie auf ihrem ersten Album weitgehend ohne Schlagzeuger ausgekommen waren, entschieden Dillard & Clark sich dazu, den Ex-Byrd Michael Clarke in die Band aufzunehmen. Dieser war ein enger Freund von Clark und hatte, seit seinem Ausscheiden bei den Byrds Ende 1967, auf Hawaii gelebt. Mit ihm begann die Gruppe im Raum Los Angeles Live-Auftritte zu spielen und nahm die Single Lyin’ Down The Middle mit dem Elvis-Presley-Cover Don’t Be Cruel als B-Seite auf.
Dillard & Clark, die sich bisher hauptsächlich auf akustische Instrumente konzentriert hatten, nahmen nun elektrische Gitarren hinzu. Don Beck hatte die Band kurz zuvor verlassen.

## Dillard & Clark III
Im Januar 1969 verließ Michael Clarke die Gruppe, um sich den Flying Burrito Brothers anzuschließen. Als Ersatz wurde Jon Corneal engagiert, einer der Schlagzeuger der ersten Burrito-LP.
Etwa zur gleichen Zeit holte Dillard seine Freundin Donna Washburn in die Gruppe, die Leadons Gesangspart weitgehend übernahm. Diese Formation nahm die Ballade Why Not Your Baby auf, die, wie auch Lyin’ Down The Middle und Don’t Be Cruel, erst wieder als Bonus-Tracks des von Edsel 1986 wieder veröffentlichten ersten Albums auftauchten.

## Dillard & Clark IV
Unglücklich darüber, dass Washburn seinen Gesangspart übernommen hatte, verließ Leadon die Band im Mai 1969 und schloss sich ebenfalls den Flying Burrito Brothers an. An seiner Stelle wurde der Geiger Byron Berline aufgenommen, ein Freund von Dillard, der mit ihm 1965 auf der Dillards-LP Pickin’ and Fiddlin’ gespielt hatte.
Diese Formation nahm schließlich die im September 1969 erschienene LP Through The Morning, Through The Night auf. Mit mehr Coverversionen und weniger eigenen Songs sowie einem weniger stimmigen Zusammenspiel erhielt das Album gemischte Kritiken.

## Dillard & Clark V
Unzufrieden mit dem Misserfolg des Albums und Dillards eher konservativen Vorstellungen über die künftige musikalische Richtung, stieg Clark aus und nahm seine Solokarriere wieder auf. Ihm folgten David Jackson und Jon Corneal. Unter dem Namen Doug Dillard and the Expedition und mit den hinzugekommenen Roger Bush am Bass und Billy Ray Lathum am Banjo spielte die Band weiter Live-Auftritte. Als Washburn ebenfalls ging um zu Joe Cocker’s Mad Dogs and Englishman Tournee zu stoßen und die Schallplattenfirma die Band fallen ließ, konnte Dillard mit den restlichen Mitgliedern noch bis Ende 1970 als reine Bluegrass-Formation weitermachen. Nach der Auflösung begann Dillard ebenfalls eine Solokarriere, Lathum trat den Dillards bei und Berline und Bush gründeten Country Gazette, die im März 1971 ein Teil der Flying Burrito Brothers werden sollten.

## Diskografie

### Singles
- 1968: Out On The Side / Train Leaves Here This Morning
- 1969: Lyin’ Down The Middle / Don’t Be Cruel
- 1969: Why Not Your Baby / The Radio Song
- 1969: Rocky Top / No Longer A Sweetheart Of Mine

### Alben
- 1968: The Fantastic Expedition of Dillard & Clark
- 1969: Through The Morning, Through the Night